# Marinópolis
Marinópolis este un oraș în São Paulo (SP), Brazilia.